# Шиштаровец (комуна)
Шиштаровец (рум. Șiștarovăț) — комуна у повіті Арад в Румунії. До складу комуни входять такі села (дані про населення за 2002 рік):
- Варніца (6 осіб)
- Кувешдія (57 осіб)
- Лабашинц (22 особи)
- Шиштаровец (298 осіб) — адміністративний центр комуни

Комуна розташована на відстані 383 км на північний захід від Бухареста, 37 км на південний схід від Арада, 48 км на північний схід від Тімішоари.

## Населення
За даними перепису населення 2002 року у комуні проживали 383 особи.
Національний склад населення комуни:
| Національність   | Кількість осіб | Відсоток |
| ---------------- | -------------- | -------- |
| румуни           | 362            | 94,5%    |
| цигани           | 11             | 2,9%     |
| угорці           | 4              | 1,0%     |
| словаки          | 3              | 0,8%     |
| українці         | 1              | 0,3%     |
| росіяни-липовани | 1              | 0,3%     |
| поляки           | 1              | 0,3%     |

Рідною мовою назвали:
| Мова       | Кількість осіб | Відсоток |
| ---------- | -------------- | -------- |
| румунська  | 371            | 96,9%    |
| угорська   | 3              | 0,8%     |
| циганська  | 3              | 0,8%     |
| словацька  | 3              | 0,8%     |
| українська | 1              | 0,3%     |
| російська  | 1              | 0,3%     |
| польська   | 1              | 0,3%     |

Склад населення комуни за віросповіданням:
| Релігія            | Кількість осіб | Відсоток |
| ------------------ | -------------- | -------- |
| православні        | 338            | 88,3%    |
| п'ятдесятники      | 17             | 4,4%     |
| баптисти           | 16             | 4,2%     |
| римо-католики      | 7              | 1,8%     |
| греко-католики     | 1              | 0,3%     |
| адвентисти         | 1              | 0,3%     |
| бретрени           | 1              | 0,3%     |
| не вказали релігію | 2              | 0,5%     |